# جون فيشر وود
جون فيشر وود هو سياسي كندي، ولد في 12 أكتوبر 1852، وتوفي في 14 مارس 1899. حزبياً، نشط في الحزب الليبرالي الكندي. وقد انتخب عضو مجلس العموم الكندي.